# Utetheisa marshallorum
Utetheisa marshallorum är en fjärilsart som beskrevs av Rothschild 1910. Utetheisa marshallorum ingår i släktet Utetheisa och familjen björnspinnare. Inga underarter finns listade i Catalogue of Life.